# Копеечник дагестанский
Копеечник дагестанский (лат. Hedysarum daghestanicum) — вид травянистых растений рода Копеечник (Hedysarum) семейства Бобовые (Fabaceae).

## Ботаническое описание
Стержнекорневые многолетние травянистые растения, с прижатым, серым опушением, 10—25 см высотой. Стебли неразвитые. Листья непарноперистые; прилистники сросшиеся; листочки 2—4-парные, продолговатые, на верхушке суженные, заострённые, 15—18 мм длиной, 5—8 мм шириной.
Цветки собраны в густые, немногоцветковые кисти; чашечка трубчатая, зубцы ланцетно-шиловидные; венчик мотылькового типа, фиолетовый, пурпурово-фиолетовый, жёлтый, или кремово-белый, 13—16 мм длиной. Бобы из 2—4 чечевицеобразных члеников. Цветение в июне—июле.

## Экология
Мезоксерофит, растёт на сухих известняковых склонах, на каменистых местах в среднем горном поясе на высоте 800—1500 м.

## Охрана
Редкий вид, включён в Красную книгу России и Дагестана (как уязвимый): узколокальный эндемик Дагестана, в котором известны около 15 местонахождений (Акушинский, Ботлихский, Гумбетовский, Левашинский и Унцукульский районы), содержащих 1000—1500 экземпляров.